# Espacio marino del oriente y sur de Lanzarote-Fuerteventura
Espacio marino del oriente y sur de Lanzarote-Fuerteventura este o arie protejată (sit de importanță comunitară — SCI) din Spania întinsă pe o suprafață de 1.432.842,48 ha, integral marine.

## Localizare
Centrul sitului Espacio marino del oriente y sur de Lanzarote-Fuerteventura este situat la coordonatele 28°00′17″N 14°04′10″W / 28.0046°N 14.0695°V.

## Înființare
Situl Espacio marino del oriente y sur de Lanzarote-Fuerteventura a fost declarat sit de importanță comunitară în martie 2015 pentru a proteja 2 specii de animale.

## Biodiversitate
Situată în ecoregiunile  și marină macaroneziană, aria protejată conține 2 habitate naturale: Bancuri de nisip acoperite în permanență slab de apă marină, Recifuri.
La baza desemnării sitului se află mai multe specii protejate:
- mamifere (1): delfin mare (Tursiops truncatus)
- reptile (1): Caretta caretta

Pe lângă speciile protejate, pe teritoriul sitului au mai fost identificate 4 specii de plante, 25 de specii de mamifere, 93 de specii de nevertebrate, 62 de specii de pești.